# Премія Стрега
Премія Стрега (італ. Premio Strega) — найпрестижніша італійська літературна нагорода. Премія присуджується щорічно, з 1947 року, за найкращий художній твір італійською мовою, виданий між 1 травня та 30 квітня поточного року.

## Лауреати

Діно Буццаті — лауреат 1958 року

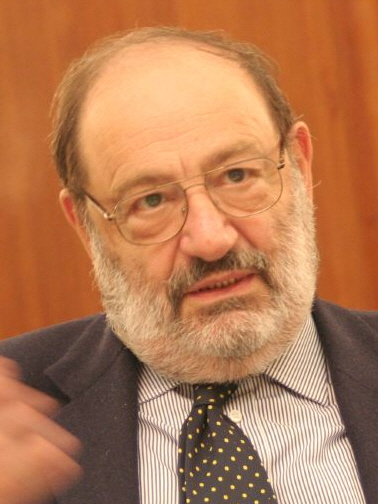
Умберто Еко — лауреат 1981 року

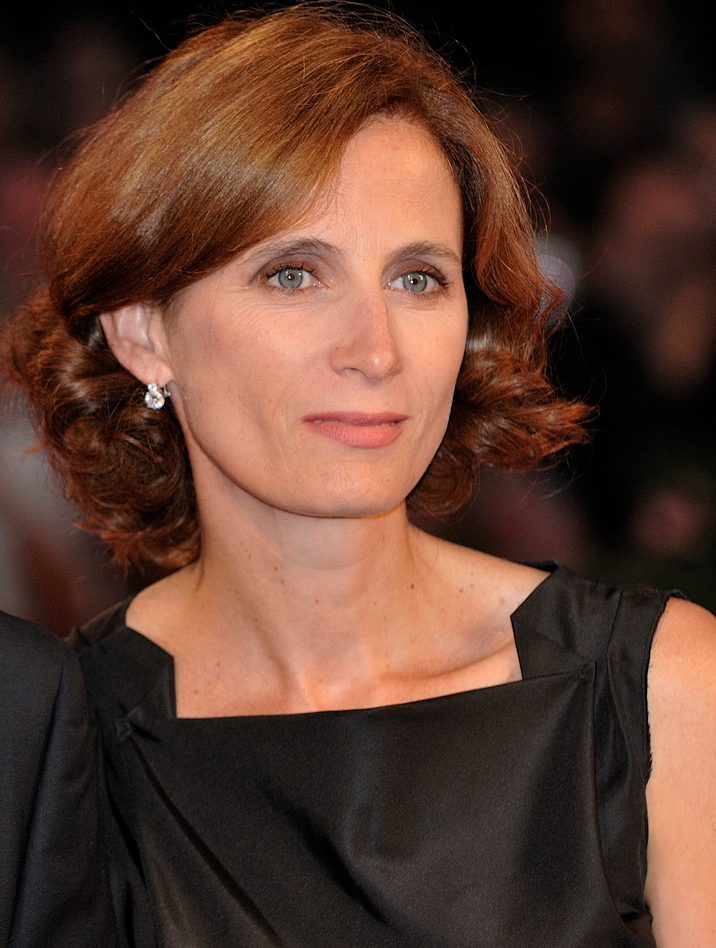
Маргарет Мадзантіні — лауреатка 2002 року

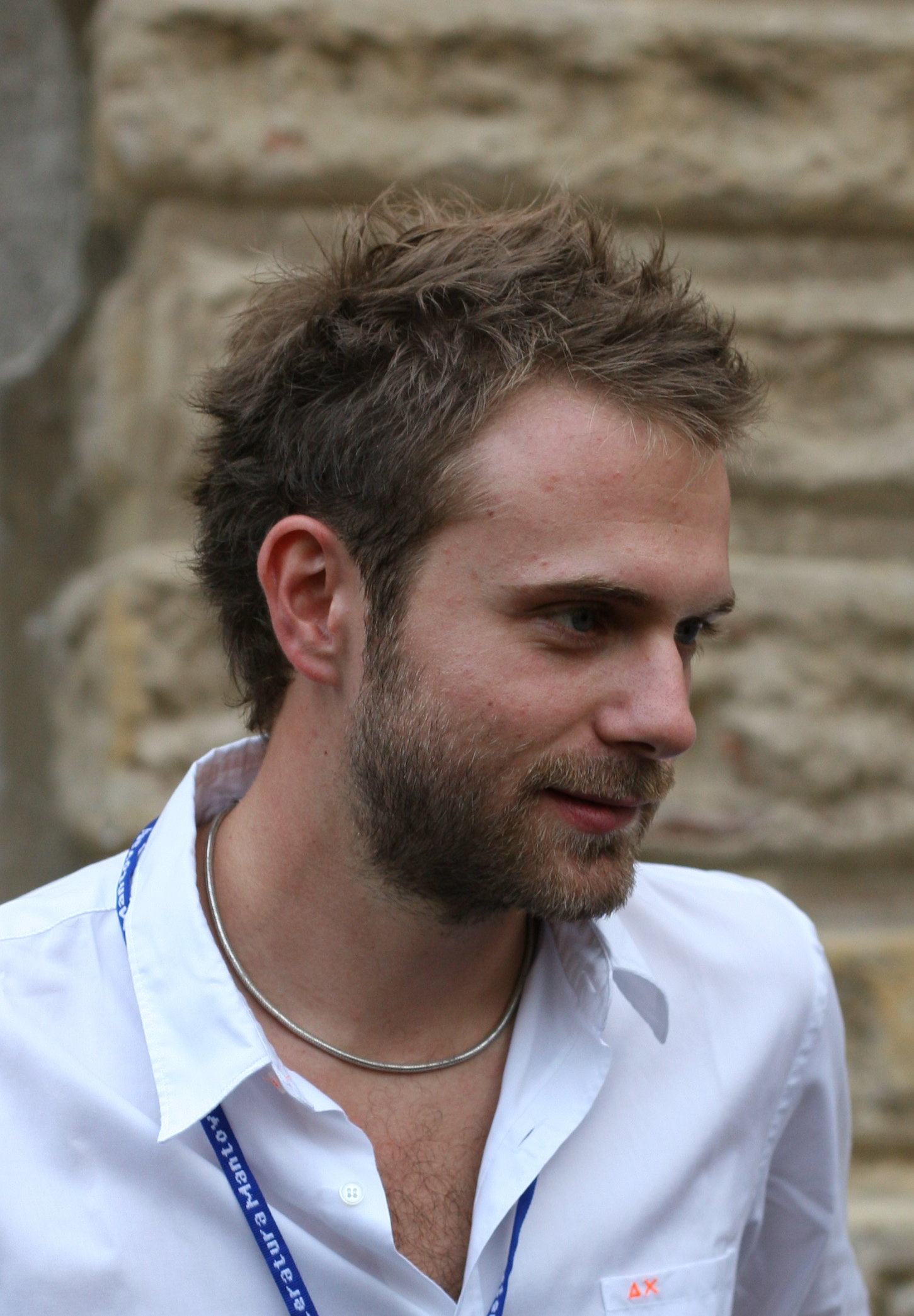
Паоло Джордано — лауреат 2008 року

- 1947 — Енніо Флайано «Час вбивати» / Tempo di uccidere
- 1948 — Віченцо Кардареллі «Вілла Тарантола» / Villa Tarantola
- 1949 — Джованні Баттиста Аньолетті «Пам'ять» / La memoria
- 1950 — Чезаре Павезе «Чудове літо» / La bella estate
- 1951 — Коррадо Альваро «Майже життя» / Quasi una vita
- 1952 — Альберто Моравіа «Оповідання» / I racconti
- 1953 — Массімо Бонтемпеллі «Вірній коханець» / L'amante fedele
- 1954 — Маріо Сольдаті «Листи з Капрі» / Lettere da Capri
- 1955 — Джованні Коміссо «Кіт переходить вулицю» / Un gatto attraversa la strada
- 1956 — Джорджо Бассані «П'ять феррарських історій» / Cinque storie ferraresi
- 1957 — Ельза Моранте «Острів Артура» / L'isola di Arturo
- 1958 — Діно Буццаті «Шістдесят оповідань» / Sessanta racconti
- 1959 — Джузеппе Томазі ді Лампедуза «Гепард» / Il gattopardo
- 1960 — Карло Кассола «Дівчина Бубе» / La ragazza di Bube
- 1961 — Раффаеле Ла Капрія «Смертельно поранений» / Ferito a morte
- 1962 — Маріо Тобіно «Підпільник» / Il clandestino
- 1963 — Наталія Гінзбург «Сімейні бесіди» / Lessico famigliare
- 1964 — Джованні Арпіно «Тінь пагорбів» / L'ombra delle colline
- 1965 — Паоло Вольпоні «Світова машина» / La macchina mondiale
- 1966 — Микеле Пріско «Спіраль тумана» / Una spirale di nebbia
- 1967 — Анна Марія Ортезе «Бідні і прості» / Poveri e semplici
- 1968 — Альберто Бевілаква «Котяче око» / L'occhio del gatto
- 1969 — Лалла Романо «Слова між нами легкі» / Le parole tra noi leggere
- 1970 — Гвідо Пйовене «Холодні зірки» / Le stelle fredde
- 1971 — Рафаелло Бриньєтті «Золотий пляж» / La spiaggia d'oro
- 1972 — Джузеппе Дессі «Край тіней» / Paese d'ombre
- 1973 — Манліо Канконьї «Веселіше, молодь» / Allegri, gioventù
- 1974 — Гульєльмо Петроні «Смерть ріки» / La morte del fiume
- 1975 — Томмазо Ландольфі «Випадково» / A caso
- 1976 — Фауста Ч'яленте «Чотири дівчини Візельбергер» / Le quattro ragazze Wieselberger
- 1977 — Фульвіо Томіцца «Найкраще життя»[it] / La miglior vita
- 1978 — Фердінандо Камон «Вівтар для матері» / Un altare per la madre
- 1979 — Прімо Леві «Ключ „зірочка“» / La chiave a stella
- 1980 — Вітторіо Горрезіо «Наївне життя» / La vita ingenua
- 1981 — Умберто Еко «Ім'я рози» / Il nome della rosa
- 1982 — Гоффредо Парізе «Азбука № 2» / Sillabario n.2
- 1983 — Маріо Поміліо «Різдво 1833 року» / Il Natale del 1833
- 1984 — П'єтро Читаті «Толстой» / Tolstoj
- 1985 — Карло Сгорлон «Флот втрачених рік» / L'armata dei fiumi perduti
- 1986 — Марія Беллончі «Особисте відродження» / Rinascimento privato
- 1987 — Станіслао Н'єво «Райські острови» / Le isole del paradiso
- 1988 — Джезуальдо Буфаліно «Нічна брехня» / Le menzogne della notte
- 1989 — Джузеппе Понтіджа «Зник перед світанком» / La grande sera
- 1990 — Себастьяно Вассаллі «Химера» / La chimera
- 1991 — Паоло Вольпоні «Дорога в Рим» / La strada per Roma
- 1992 — Віченцо Консоло «Вночі» / Nottetempo, casa per casa
- 1993 — Доменіко Реа «Плебейська німфа» / Ninfa plebea
- 1994 — Джорджо Монтефоскі «Батьківський дім» / La casa del padre
- 1995 — Маріятереза Ді Лаща «Перехід в тінь» / Passaggio in ombra
- 1996 — Алессандро Барберо «Прекрасне життя та інші війни містера Пайла, джентльмена» / Bella vita e guerre altrui di Mr. Pyle, gentiluomo
- 1997 — Клаудіо Магріс «Микросвіти» / Microcosmi
- 1998 — Енцо Січіліано «Прекрасні миті» / I bei momenti
- 1999 — Дачія Мараіні «Пітьма» / Buio
- 2000 — Ернесто Ферреро «H.» / N.
- 2001 — Доменіко Старноне «Віа Джеміто» /  Via Gemito
- 2002 — Маргарет Мадзантіні «Не рухайся» / Non ti muovere
- 2003 — Меланія Дж. Маццукко «Життя» / Vita
- 2004 — Уго Ріккареллі «Ідеальне горе» / Il dolore perfetto
- 2005 — Мауріціо Маджані «Нічний пасажир» / Il viaggiatore notturno
- 2006 — Сандро Веронезі «Спокійний хаос» / Caos Calmo
- 2007 — Нікколо Амманіті «Як велить Бог» / Come Dio comanda
- 2008 — Паоло Джордано «Самотність простих чисел» / La solitudine dei numeri primi
- 2009 — Тіціано Скарпа «Стабат Матер» / Stabat Mater
- 2010 — Антоніо Пеннаккі «Канал Муссоліні» /Canale Mussolini
- 2011 — Едоардо Незі «Історія моїх людей» /Storia della mia gente
- 2012 — Алессандро Піперно «Нерозлучні. Полум'я — друг спогадів» / Inseparabili. Il fuoco amico dei ricordi
- 2013 — Вальтер Сіті «Спротив нічим не допомагає» / Resistere non serve a niente
- 2014 — Франческо Пікколо «Бажання бути як усі» / Il desiderio di essere come tutti
- 2015 — Нікола Ладжойа «Жорстокість» / La ferocia
- 2016 — Едоардо Альбінаті «Католицька школа» / La scuola cattolica